# Santiago de los Caballeros
Santiago de los Caballeros és un municipi i capital de la província de Santiago (República Dominicana). És el segon major municipi de la República Dominicana. És a la regió nord-central coneguda com la Vall del Cibao, a uns 155 km al nord-oest de Santo Domingo i a una altitud mitjana de 178 msnm. Té una superfície total de 612 km² El riu Yaque del Norte passa per Santiago, que es troba entre la Serralada Central i la Serralada Septentrional, dues de les tres grans cadenes muntanyenques que formen la Vall del Cibao.
Limita al nord amb els municipis de Bisonó, Villa González i Puerto Plata; a l'oest amb Mao i San José de las Matas; a l'est Tamboril, Licey al Medio i Puñal; i al sud amb Jánico, Sabana Iglesia i La Vega:

## Toponímia
El 1515, per ordre del governador fra Nicolás de Ovando, va ser traslladat l'assentament primitiu des de les ribes del riu Yaque del nord al Solar de Jacagua; i els espanyols que havien anomenat a la vila Santiago, en record a la ciutat gallega Santiago de Compostel·la, li van afegir de los Caballeros, pels seus 30 primers pobladors, cavallers de l'Orde de Santiago el Major.

## Història

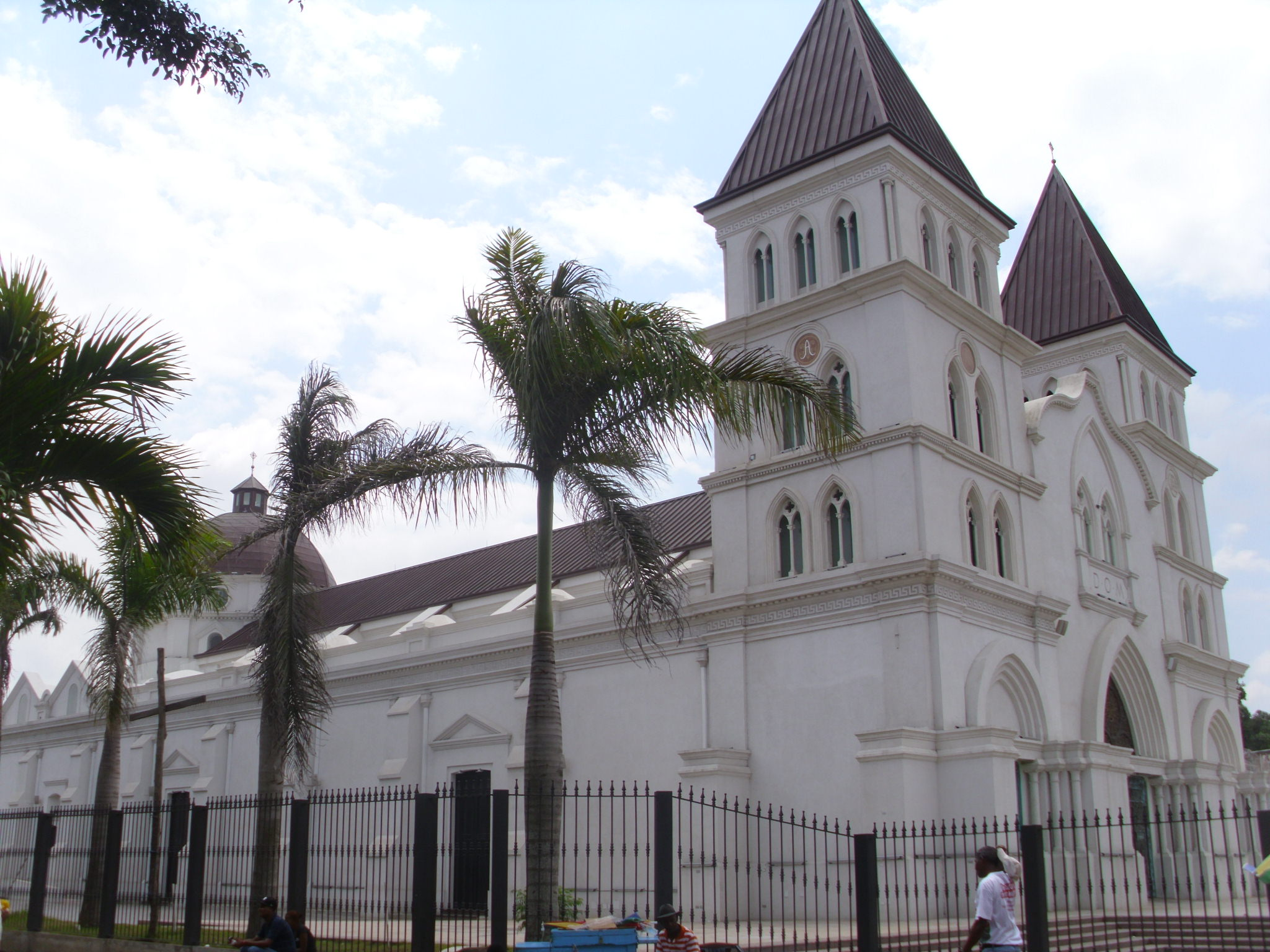
Catedral de Santiago Apòstol

El 1495 Cristòfol Colom va fundar, durant el seu segon viatge, el fort de Santiago, en la ribera est del riu Yaque del Norte. El 1506, la vila formada al voltant d'aquest és traslladada a la vora del riu Jacagua. El 1562, Santiago és destruït per un terratrèmol. Els supervivents s'instal·len en els terrenys adjacents amb el riu Yaque del Norte, ubicació actual de la ciutat. En atorgar-se el 1508 el Real Privilegi de Concessió d'Armes a la Vila de Santiago en La Espanyola, la figura heràldica que es va incloure en el seu escut va ser la vieira. La Reial cèdula, signada pel rei Ferran el Catòlic com a administrador dels regnes de la seva filla Joana I de Castella.
Al Parc Imbert es va fer la Batalla del 30 de març (1844) o Batalla de Santiago, amb la qual els dominicans van consolidar la independència de la veïna República d'Haití.
Santiago va ser una important ciutat estratègica en la Guerra de la Independència Dominicana en 1844 i va ser capital de la República Dominicana durant la Guerra de la Restauració (1863-1865).
La dominació dels francesos per la Pau de Basilea (que el 1795 cedia la part espanyola de l'illa a França) va deixar una petjada a Santiago. Des d'aquesta gesta, el municipi va començar una planificació d'un nucli urbà modern. El neoclassicisme europeu queda representat en el Palau Consistorial, construït entre 1892 i 1895, per l'arquitecte belga Luis Bogaert. L'època victoriana va ser el cénit de l'arquitectura a la ciutat. Es van construir nombroses residències en l'elegant estil neoclàssic europeu que són les que conformen el centre històric de Santiago.

## Clima
Les temperatures extremes (rècords) són: 41.0 °C (105.8 °F), temperatura màxima registrada el 13 de setembre de 1960; i 11.2 °C (52.2 °F), temperatura mínima registrada el 31 de gener de 1987.

## Llocs d'interès
La Catedral de Santiago Apòstol va ser construïda el 1895 per Onofre de Lora, un arquitecte nadiu de la ciutat on es conserva una de les dues úniques còpies que existeixen al món de la escultura “La Pietat”, de Miguel Ángel. Consta de tres naus, de les quals la major, amb volta de canó, és coronada en l'absis per una cúpula, en les petxines de la qual poden observar-se la pintura dels Quatre Apòstols, obres de l'artista italià Hugo
El Pont Germans Patiño és el pont més gran i antic que connecta el nord i sud de la ciutat. Es va construir per iniciativa deRafael Leónidas Trujillo Molina i es va inaugurar el 1962, un any després de la seva mort. El pont porta el nom dels cinc germans que van morir en un esforç per acabar amb la dictadura de la República Dominicana a mitjan segle xx.
Monument als Herois de la Restauració que es troba en un pujol amb vistes de tota la ciutat de Santiago de los Cavalleros, mesura 67 metres d'alt i està fet totalment en marbre. La construcció del monument va començar el 1944 per ordre del dictador Rafael Leónidas Trujillo Molina i que va ser anomenat el Monument a la Pau de Trujillo. Trujillo va ser assassinat el 1961, i el monument es va anomenar Monument als Herois de la Restauració, en honor de la Guerra de la Restauració de 1863 i on la República Dominicana va recuperar la seva independència d'Espanya.